# 血肉森林：從頭開始
《血肉森林：從頭開始》（英語：Cabin Fever）是一部2016年美國科幻恐怖電影，由崔維斯·札雷維尼（化名崔維斯·Z）執導，艾利·羅斯編劇，翻拍自羅斯2002年同名電影，是《血肉森林》系列的第四部，由薩繆爾·戴維斯、蓋琪·葛萊莉、馬修·達達里奧、娜汀·克羅克和達斯汀·英格拉姆主演，於2016年2月12日由IFC午夜發行。原版電影的編劇和導演艾利·羅斯擔任聯合編劇和執行製片人。這部電影評論界反響不佳，票房表現亦不佳。

## 剧情
一位住在森林裡的隱士發現他的狗死於一種神秘的疾病，他自己也被狗的血液传染。保羅、卡倫、伯特、傑夫和馬西這五個年輕朋友在同一片樹林裡租了一間小屋打算度過為期一周的假期。一行人在雜貨店停下來購買補給品时，老板的智障兒子丹尼斯意外地咬了保羅的手。
伯特帶著步槍冒險進入樹林，遇到隱士，意外射伤了他。他意識到隱士感染了疾病，驚慌失措地跑开了。他對他的朋友隻字不提這件事。
当晚，一群圍著篝火闲聊時，一個自稱格里姆的陌生人和他的狗“曼博医生”加入他們的行列。
稍后，被感染的隱士來到小屋尋求幫助。伯特當著他的面砰地關上了門，絕望的隐士試圖偷走他们的車輛。隱士和这五個朋友之間發生了衝突，他們不小心打壞了他們的汽車並放火燒了隱士。他跑進了樹林，大概是死了。
第二天，傑夫和伯特出去尋求幫助。他們遇到一位願意幫助他們的农妇，但當他們發現這位隱士是她的亲戚時，便匆忙離開。與此同時，副警官溫斯頓到達小屋調查前一晚騷亂的報告。保羅解釋了事情，但沒有提到隱士可能的死亡。溫斯頓答應在出發前派一輛拖車。
曼博医生在沒有格里姆的情況下自己来到小屋，似乎被感染了。牠威脅保羅和伯特，馬西用步槍嚇跑了他。
保羅和卡倫親熱時，發現卡倫感染了食肉病毒，她的腿開始腐爛。由於害怕傳染，其他人將她鎖在棚子裡。保羅徒步離開尋求幫助，但他唯一遇到的人把他趕走了，把他誤認為是偷窺狂。
第二天早上，當卡倫吐血弄得車內到處都是時，他们准备撤离的计划泡汤了。伯特獨自開車回到雜貨店，傑夫拋下所有人逃到一個偏遠的棚屋裡。马西和保羅哀嘆他們活下來的機會微乎其微，觉得反正也活不久了，便發生了性關係。後來在马西的背上發現她也病了的痕跡。
在雜貨店，丹尼斯像之前咬保羅一樣咬伯特的手。他的父親湯米猛烈抨擊伯特讓他的兒子接觸病毒，他和他的朋友們追杀伯特以遏制這種疾病。再次尋求幫助時，保羅在湖中遇到了嚴重燒傷的隱士。出乎意料的是，他還活著並攻擊了保羅，最后保羅殺死了他。
马西洗了個澡，刮了腿毛，受感染的肉從她身上可怕地剝落。她在痛苦中跌跌撞撞地走到外面，被曼博医生咬死。
保羅回到小屋，卡倫求他殺了她。但他的槍打空了，用铲子也没能杀死她，便放火燒了棚子，驚恐地看著凱倫被活活燒死。伯特回到了小屋，但他被湯米跟踪並開槍打死了。保羅拿到了伯特的步槍，並用槍殺死了湯米和他的兩個同伙。保羅開著湯米的卡車逃了出來，但撞到樹上了。渾身是血的保羅偶然發現了溫斯頓參加的小型篝火晚會。溫斯頓接到警長的命令，让她一看到保羅就開槍。然而，保羅說服溫斯頓放他走。
第二天早上，傑夫回到小屋。他找到了他的朋友和湯米的同伙的屍體，並為自己從這場磨難中倖存而感到高興，直到他看到手上也有感染的跡象。然後他被溫斯頓用狙擊步槍射殺。保羅在樹林中死於感染並倒地身亡，丹尼斯發現了他的屍體。回到小屋，当当局和危險品工作人員清理現場時，傑夫的屍體倒在湖邊，湖水現在已經被他的血液感染了。